# Mal (okręg Sălaj)
Mal – wieś w Rumunii, w okręgu Sălaj, w gminie Sâg. W 2011 roku liczyła 1248 mieszkańców.